# Aromobates tokuko
Aromobates tokuko es una especie de anfibio anuro de la familia Aromobatidae.

## Distribución geográfica
Esta especie es endémica del estado Zulia en Venezuela. Habita entre los 419 y 1005 m de altitud en la Serranía de Perijá.

## Publicación original
- Rojas-Runjaic, Infante-Rivero & Barrio-Amorós, 2011 : A new frog of the genus Aromobates (Anura, Dendrobatidae) from Sierra de Perijá, Venezuela. Zootaxa, n.º 2919, p. 37-50.[3]